# May und die Liebe
May und die Liebe (Originaltitel: May in the Summer) ist eine romantische Komödie aus dem Jahr 2013. Regie führte Cherien Dabis, die zudem das Drehbuch schrieb und die Hauptrolle einnahm. Der Film feierte seine Premiere am 17. Januar 2013 auf dem Sundance Film Festival.

## Handlung
Um im Kreise der Familie zu heiraten, unterbricht die Buchautorin May Brennan ihren durchorganisierten Alltag in New York und reist in ihre alte Heimat Amman, Jordanien. Kaum angekommen, wird sie sofort daran erinnert, warum sie lieber im Ausland lebt: Ihre katholische Mutter – entsetzt über Mays Verlobung mit dem Muslim Ziad – versucht ihre Beziehung mittels Voodoo-Ritualen zu sabotieren und die übrige Verwandtschaft droht ihr mit dem Höllenfeuer. Zusammen mit ihren chaotischen Schwestern Yasmine und Dalia stürzt sich May trotzdem in die Hochzeitsvorbereitungen. Diese geraten ins Stocken, als May den attraktiven Reiseführer Karim kennenlernt. Sie beginnt ihre Zukunftspläne zu überdenken und bläst letztendlich die Hochzeit ab.

## Synchronisation
Die deutsche Synchronisation des Films übernahm die Cinephon Filmproduktions GmbH, Berlin.
| Schauspieler     | Rolle       | Synchronsprecher      |
| ---------------- | ----------- | --------------------- |
| Cherien Dabis    | May         | Eva Michaelis         |
| Nadine Malouf    | Yasmine     | Julia Kaufmann        |
| Alia Shawkat     | Dalia       | Anja Stadlober        |
| Hiam Abbass      | Nadine      | Arianne Borbach       |
| Bill Pullman     | Edward      | Detlef Bierstedt      |
| Ritu Singh Pande | Anu         | Victoria Sturm        |
| Alexander Siddig | Ziad        | Marcus Off            |
| Elie Mitri       | Karim       | Asad Schwarz          |
| Nasri Sayegh     | Tamer       | Sven Gerhardt         |
| Mary Nuqul       | Tante Hanan | Katarina Tomaschewsky |

## Kritik
„Eine Culture-Clash- und Gesellschaftskomödie für Frauen über Frauen aus einem islamischen Land (Jordanien), mit internationaler Starbesetzung (Bill Pullman) und absolut lässiger Haltung, selbst wenn es um so ein dünnes Eis geht wie das Verhältnis von Christen und Moslems im Orient. Glaubwürdige Typen bevölkern die Leinwand, der Ton ist natürlich, der Humor kommt nicht grobschlächtig, sondern entspannt mit dem feinen Florett daher. Eine absolute Entdeckung für anspruchsvolle RomantikerInnen.“

## Auszeichnungen und Nominierungen
May und die Liebe wurde beim Sundance Film Festival 2013 in der Kategorie „Großer Preis der Jury – Bester Spielfilm“ nominiert.
Beim Dubai International Film Festival 2013 erhielt der Film zudem eine Nominierung für den Muhr Arab Award in der Kategorie „Bester Spielfilm“.